# Ctenotus joanae
Espèce
Ctenotus joanae est une espèce de sauriens de la famille des Scincidae.

## Répartition
Cette espèce est endémique d'Australie. Elle se rencontre dans le Territoire du Nord et au Queensland.

## Publication originale
- Storr, 1970 : The genus Ctenotus (Lacertilia: Scincidae) in the Northern Territory. Journal and proceedings of the Royal Society of Western Australia, vol. 52, p. 97-108.